# Kanton Lavaur
Kanton Lavaur (francouzsky Canton de Lavaur) je francouzský kanton v departementu Tarn v regionu Midi-Pyrénées. Tvoří ho 19 obcí.

## Obce kantonu
- Ambres
- Bannières
- Belcastel
- Garrigues
- Giroussens
- Labastide-Saint-Georges
- Lacougotte-Cadoul
- Lavaur
- Lugan
- Marzens
- Montcabrier
- Saint-Agnan
- Saint-Jean-de-Rives
- Saint-Lieux-lès-Lavaur
- Saint-Sulpice
- Teulat
- Veilhes
- Villeneuve-lès-Lavaur
- Viviers-lès-Lavaur